# カーメス

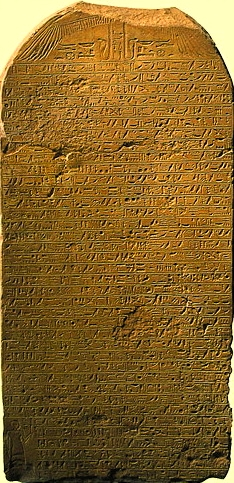
ヒクソスに勝利したことを記したカーメスの石碑（ルクソール博物館）。

カーメス（在位：紀元前1573年 - 1570年）は、古代エジプト第17王朝の最後のファラオ（王）。

## 概要
長らく先代のセケンエンラー・タア2世の息子で、第18王朝のイアフメス1世の兄にあたると考えられてきた。しかし近年の研究では先王の弟であったという説が有力になっている。
先王を挑発して誘い出し、戦死させたヒクソスの第15王朝と戦った。この戦いにおいて王は自ら先頭に立って進撃し、アポピス王との戦いに勝利を収めた。カルナックのアメン神殿に奉納された勝利の記念碑はこのときの勝利を記念したものである。しかし、凱旋直後に亡くなり、ヒクソスを完全に滅ぼすことはできなかった。悲願達成はイアフメスに受け継がれる。

## 治世

### 軍備拡張とヌビア遠征
治世初期にはヒクソスと対決し、統一を回復するため軍備の拡張に全力を注いだが、あまり理解は得られなかった。しかし、それでもヌビア遠征を行ってこれを属国化するという、大きな成功を収めている。この成果は、第20王朝の時代まで失われることはなかった。

### ヒクソスとの戦い
このヌビア遠征と同時に王自身は直属の水軍を率いてナイルを北上し、各地の軍団を合流させつつ第15王朝の領域に進撃した。国境を越えてヌビアから第15王朝への軍事援助を遮断した後、急進して敵首都アヴァリスを衝き、大打撃を与えることに成功した。しかし、事前の準備が不十分だったため、この軍団は兵力・装備とも不足しており、陥落させるには至らず撤退を余儀なくされた。

## 埋葬
カーメスの最初の埋葬場所は不明だが、その棺は新王国時代の共同墓地Dra Abu el-Nagaから発見された。中には王のミイラが納められていたものの既に崩れて原型を留めていなかった。また被葬者を示すカルトゥーシュも判読できなかったため、発掘を主導したオギュスト・マリエットをはじめとする研究者たちはこの発見の重要性に気づかず、ミイラは現場に再度埋葬された。
棺がカーメスの物である事と中のミイラが王本人であった事の二つが判明したのはそれから約50年後の事だった。その頃までには出土した場所の記録も失われており、ミイラは行方不明となってしまった。